# Анаркулова, Сана Максутовна
Сана Максутовна Анаркулова (до 2013 года — Джарлагасова; род. 21 июля 1989, Соль-Илецк, СССР) — казахстанская волейболистка, игрок сборной Казахстана и ВК «Алтай», мастер спорта международного класса Республики Казахстан.

## Биография
Родилась Сана Анаркулова в 1989 году в Оренбургской области, в городе Соль-Илецке. С детства увлекалась игрой в волейбол. По приглашению тренера уральской «Грации» переехала в Казахстан, приняла гражданство, начала играть в «Грации» и учиться в колледже нефти и газа.
Проиграв четыре сезона, переехала в Павлодар, где в течение сезона выступала за «Иртыш-Казхром».
С 2008 года по приглашению Нелли Щербаковой переехала в Алма-Ату и начала играть за «Алматы».
Как тренер сборной Щербакова пригласила Сану и на Олимпиаду-2008 в Пекине в качестве запасного игрока.
В 2010 году в составе сборной Сана становится бронзовым призёром Азиады-2010 в китайском Гуанчжоу.
В 2021 году стала чемпионкой Азии в составе команды Алтай.